# Campeonato Mundial de Snowboard de 2013 - Big air masculino
A prova do big air masculino do Campeonato Mundial de Snowboard de 2013 foi disputado entre 18 e 19 de janeiro  em Stoneham, Quebec, Canadá. 

## Medalhistas
| Ouro                | Prata                 | Bronze            |
| Roope Tonteri (FIN) | Niklas Mattsson (SWE) | Seppe Smits (BEL) |

## Resultados

### Qualificação
| Colocação | Bib | Nome                    | Nacionalidade  | Descida 1 | Descida 2 | Melhor | Notas |
| --------- | --- | ----------------------- | -------------- | --------- | --------- | ------ | ----- |
| 1         | 3   | Seppe Smits             | Bélgica        | 85.00     | 89.25     | 89.25  | QF    |
| 2         | 10  | Mark McMorris           | Canadá         | 86.25     | 88.00     | 88.00  | QF    |
| 3         | 29  | Tor Lundström           | Suécia         | 85.00     | 85.00     | 85.00  | QF    |
| 4         | 24  | Alexey Sobolev          | Rússia         | 75.25     | 77.25     | 77.25  | QF    |
| 5         | 2   | Roope Tonteri           | Finlândia      | 19.50     | 75.00     | 75.00  | QF    |
| 6         | 34  | Martin Mikyska          | Chéquia        | 70.25     | 72.25     | 72.25  | QF    |
| 7         | 9   | Sam Turnbull            | Reino Unido    | 20.50     | 72.00     | 72.00  | QSF   |
| 8         | 25  | Jan Necas               | Chéquia        | 51.75     | 68.50     | 68.50  | QSF   |
| 9         | 4   | Petja Piiroinen         | Finlândia      | 63.75     | 65.75     | 65.75  | QSF   |
| 10        | 14  | Viktor Szigeti          | Hungria        | 15.25     | 64.00     | 64.00  | QSF   |
| 11        | 23  | Mikhail Ilyin           | Rússia         | 63.75     | 24.75     | 63.75  | QSF   |
| 12        | 36  | Marco Donzelli          | Itália         | 60.25     | 22.75     | 60.25  | QSF   |
| 13        | 12  | Anton Lavrentyev        | Rússia         | 55.25     | 4.50      | 55.25  | QSF   |
| 14        | 5   | Niklas Mattsson         | Suécia         | 49.50     | 30.50     | 49.50  | QSF   |
| 15        | 15  | Mario Visnap            | Estónia        | 11.75     | 48.50     | 48.50  | QSF   |
| 16        | 37  | Dusan Kriz              | Chéquia        | 19.00     | 38.00     | 38.00  | QSF   |
| 17        | 21  | Michael Roy             | Canadá         | 31.75     | 26.25     | 31.75  | QSF   |
| 18        | 8   | Matts Kulisek           | Canadá         | 19.75     | 44.50     | 44.50  |       |
| 19        | 16  | Simon Gruber            | Itália         | 30.00     | 22.50     | 30.00  |       |
| 20        | 17  | Manuel Pietropoli       | Itália         | 25.25     | 27.25     | 27.25  |       |
| 21        | 1   | Michael Macho           | Áustria        | 24.00     | 21.75     | 24.00  |       |
| 22        | 18  | Eric Willett            | Estados Unidos | 20.75     | DNS       | 20.75  |       |
| 23        | 7   | Andrew Matthews         | Canadá         | 9.75      | 17.00     | 17.00  |       |
| 24        | 6   | Adrian Krainer          | Áustria        | DNS       | DNS       | DNS    |       |
| 25        | 11  | Mathias Weissenbacher   | Eslovênia      | DNS       | DNS       | DNS    |       |
| 26        | 13  | Peetu Piiroinen         | Finlândia      | DNS       | DNS       | DNS    |       |
| 27        | 19  | Sage Kotsenburg         | Estados Unidos | DNS       | DNS       | DNS    |       |
| 28        | 20  | Petr Horak              | Chéquia        | DNS       | DNS       | DNS    |       |
| 29        | 22  | Clemens Schattschneider | Áustria        | DNS       | DNS       | DNS    |       |
| 30        | 26  | Janne Korpi             | Finlândia      | DNS       | DNS       | DNS    |       |
| 31        | 27  | Billy Morgan            | Reino Unido    | DNS       | DNS       | DNS    |       |
| 32        | 28  | Mikhail Matveev         | Rússia         | DNS       | DNS       | DNS    |       |
| 33        | 30  | Ryan Stassel            | Estados Unidos | DNS       | DNS       | DNS    |       |
| 34        | 31  | Carles Torner           | Espanha        | DNS       | DNS       | DNS    |       |
| 35        | 32  | Carlos Manich           | Espanha        | DNS       | DNS       | DNS    |       |
| 36        | 33  | Leandro Eigensatz       | Suíça          | DNS       | DNS       | DNS    |       |
| 37        | 35  | Sulev Paalo             | Estónia        | DNS       | DNS       | DNS    |       |

### Semifinal
| Colocação | Bib | Nome             | Nacionalidade | Descida 1 | Descida 2 | Melhor | Notas |
| --------- | --- | ---------------- | ------------- | --------- | --------- | ------ | ----- |
| 1         | 5   | Niklas Mattsson  | Suécia        | 25.00     | 84.25     | 84.25  | Q     |
| 2         | 25  | Jan Necas        | Chéquia       | 69.00     | 30.00     | 69.00  | Q     |
| 3         | 4   | Petja Piiroinen  | Finlândia     | 68.75     | 48.25     | 68.75  | Q     |
| 4         | 37  | Dusan Kriz       | Chéquia       | 15.00     | 64.00     | 64.00  | Q     |
| 5         | 21  | Michael Roy      | Canadá        | 36.00     | 62.25     | 62.25  | Q     |
| 6         | 23  | Mikhail Ilyin    | Rússia        | 59.25     | 29.00     | 59.25  | Q     |
| 7         | 15  | Mario Visnap     | Estónia       | 28.25     | 29.50     | 29.50  |       |
| 8         | 14  | Viktor Szigeti   | Hungria       | 22.00     | 15.25     | 22.00  |       |
| 9         | 9   | Sam Turnbull     | Reino Unido   | 18.25     | 21.25     | 21.25  |       |
| 10        | 36  | Marco Donzelli   | Itália        | 10.00     | 10.00     | 10.00  |       |
| 11        | 12  | Anton Lavrentyev | Rússia        | DNS       | DNS       | DNS    |       |

### Final
| Colocação         | Bib | Nome            | Nacionalidade | Descida 1 | Descida 2 | Descida 3 | 2 Melhores | Notas |
| ----------------- | --- | --------------- | ------------- | --------- | --------- | --------- | ---------- | ----- |
| Medalha de ouro   | 2   | Roope Tonteri   | Finlândia     | 29.00     | 94.50     | 94.00     | 188.50     |       |
| Medalha de prata  | 5   | Niklas Mattsson | Suécia        | 86.50     | 91.25     | 74.25     | 177.75     |       |
| Medalha de bronze | 3   | Seppe Smits     | Bélgica       | 93.25     | 29.25     | 56.25     | 149.50     |       |
| 4                 | 24  | Alexey Sobolev  | Rússia        | 25.25     | 68.25     | 71.50     | 139.75     |       |
| 5                 | 21  | Michael Roy     | Canadá        | 79.50     | 40.00     | 49.50     | 129.00     |       |
| 6                 | 10  | Mark McMorris   | Canadá        | 90.50     | 36.00     | 36.00     | 126.50     |       |
| 7                 | 29  | Tor Lundström   | Suécia        | 83.50     | JNS       | 21.00     | 104.50     |       |
| 8                 | 4   | Petja Piiroinen | Finlândia     | 31.00     | 37.75     | 64.75     | 102.50     |       |
| 9                 | 7   | Martin Mikyska  | Chéquia       | 57.00     | 24.00     | 42.25     | 99.25      |       |
| 10                | 25  | Jan Necas       | Chéquia       | 27.75     | 21.00     | 44.50     | 72.25      |       |
| 11                | 37  | Dusan Kriz      | Chéquia       | JNS       | 21.75     | 12.00     | 33.75      |       |
| 12                | 23  | Mikhail Ilyin   | Rússia        | 26.50     | JNS       | JNS       | 26.50      |       |

Legenda
| Recorde mundial       | Recorde mundial (World record)               |                       | Recorde africano                      | Recorde africano (African) |                                           | Q | Classificado por posição (Qualified) |
| Recorde do campeonato | Recorde do campeonato (Championship record)  | Recorde da América    | Recorde da América (Americas)         | q                          | Classificado por melhor tempo (Qualified) |   |                                      |
| Melhor marca do ano   | Melhor marca do ano (World leading)          | Recorde asiático      | Recorde asiático (Asian)              | DNS                        | Não largou (Did not start)                |   |                                      |
| Recorde nacional      | Recorde nacional (National record)           | Recorde europeu       | Recorde europeu (European)            | DNF                        | Não terminou (Did not finish)             |   |                                      |
| Recorde pessoal       | Recorde pessoal do atleta (Personal best)    | Recorde da Oceania    | Recorde da Oceania (Oceania)          | DSQ / DQ                   | Desclassificado (Disqualified)            |   |                                      |
| Recorde da temporada  | Recorde da temporada do atleta (Season best) | Recorde sul-americano | Recorde sul-americano (South America) | NM                         | Sem marca (No mark)                       |   |                                      |